# Wimbledonmästerskapen 2013
Wimbledonmästerskapen 2013  var den 127:e upplagan av Wimbledonmästerskapen och den tredje Grand Slam-turneringen under året. Den ägde rum i All England Lawn Tennis and Croquet Club, och pågick under 24 juni-7 juli.
Roger Federer och Serena Williams var regerande mästare i respektive singelturnering, men ingen kunde upprepa sin framgång. Federer blev utslagen i andra omgången av Sergiy Stakhovsky och Williams förlorade i fjärde omgången mot Sabine Lisicki. Detta var första gången sedan 1927 som bägge regerande mästare åkte ut före kvartsfinalen. Federer och Williams var dock inte ensamma. Den dubble Wimbledonmästaren Rafael Nadal, dubble semifinalisten Jo-Wilfried Tsonga, 2004-mästare Maria Sharapova och tidigare världsettorna Victoria Azarenka, Ana Ivanovic, Lleyton Hewitt, Caroline Wozniacki och Jelena Jankovic åkte alla ut tidigt i turneringen. Noterbart var också att många spelare fick dra sig ur turneringen med skador, där dag 3 utmärkte sig mest med sju skadade spelare.

## Herrsingel
Andy Murray vann titeln efter att i finalen besegrat Novak Djokovic i tre raka set 6-4 7-5 6-4 och blev därmed den förste manlige brittiske tennisspelaren att vinna Wimbledon på 77 år då Fred Perry vann. 
 Andy Murray bes.  Novak Djokovic
6–4, 7–5, 6-4

## Damsingel
Marion Bartoli tog sin första Grand Slam-titel när hon i besegrade Sabine Lisicki som spelade sin första Grand Slam-final. I damsingeln förlorade många av de favorittippade spelarna och redan i semifinalerna kunde man konstatera att en ny Grand Slam-mästare skulle krönas. Annat noterbart var att brittiskan Laura Robson blev första brittiska kvinnan sen Sam Smith 1998 att nå 4:e rundan i Wimbledon.
 Marion Bartoli bes.  Sabine Lisicki
6–1, 6–4

## Herrdubbel
Bob Bryan /  Mike Bryan bes.  Ivan Dodig /  Marcelo Melo, 3–6, 6–3, 6–4, 6–4

## Damdubbel
Hsieh Su-wei /  Peng Shuai bes.  Ashleigh Barty /  Casey Dellacqua, 7–6(7–1), 6–1